# العلاقات الإريترية اللاتفية
العلاقات الإريترية اللاتفية هي العلاقات الثنائية التي تجمع بين إريتريا ولاتفيا.

## مقارنة بين البلدين
هذه مقارنة عامة ومرجعية للدولتين:
| وجه المقارنة                                              | إريتريا                                      | لاتفيا                                             |
| --------------------------------------------------------- | -------------------------------------------- | -------------------------------------------------- |
| المساحة (كم2)                                             | 117.60 ألف                                   | 64.59 ألف                                          |
| عدد السكان (نسمة)                                         | 6.33 مليون                                   | 1.93 مليون                                         |
| الكثافة السكانية (ن./كم²)                                 | 53.83                                        | 29.88                                              |
| العاصمة                                                   | أسمرة                                        | ريغا                                               |
| اللغة الرسمية                                             | اللغة التغرينية، اللغة العربية، لغة إنجليزية | اللغة اللاتفية                                     |
| العملة                                                    | ناكفا                                        | يورو، لاتس لاتفي، الروبل اللاتفي ‏، الروبل اللاتفي ‏ |
| الناتج المحلي الإجمالي (بليون دولار)                      | 2.61 مليار                                   | 30.26 مليار                                        |
| الناتج المحلي الإجمالي (تعادل القوة الشرائية) بليون دولار |                                              | 49.24 مليار                                        |
| الناتج المحلي الإجمالي الاسمي للفرد دولار أمريكي          |                                              | 14.06 ألف                                          |
| الناتج المحلي الإجمالي للفرد دولار أمريكي                 |                                              | 23.55 ألف                                          |
| مؤشر التنمية البشرية                                      | 0.391                                        | 0.819                                              |
| رمز المكالمات الدولي                                      | +291                                         | +371                                               |
| رمز الإنترنت                                              | .er                                          | .lv                                                |
| المنطقة الزمنية                                           | ت ع م+03:00                                  | ت ع م+02:00، ت ع م+03:00، أوروبا/ريغا ‏             |

## منظمات دولية مشتركة
يشترك البلدان في عضوية مجموعة من المنظمات الدولية، منها:
| علم المنظمة | اسم المنظمة                        | تاريخ انضمام إريتريا | تاريخ انضمام لاتفيا |
| ----------- | ---------------------------------- | -------------------- | ------------------- |
|             | مؤسسة التمويل الدولية              | 11 أكتوبر 1995       | 29 سبتمبر 1993      |
|             | منظمة حظر الأسلحة الكيميائية       | ?                    | ?                   |
|             | يونسكو                             | 2 سبتمبر 1993        | 9 يوليو 1951        |
|             | الاتحاد الدولي للاتصالات           | 6 أغسطس 1993         | 11 ديسمبر 1921      |
|             | الأمم المتحدة                      | 28 مايو 1993         | 17 سبتمبر 1991      |
|             | منظمة الشرطة الجنائية الدولية      | ?                    | ?                   |
|             | البنك الدولي للإنشاء والتعمير      | 6 يوليو 1994         | 11 أغسطس 1992       |
|             | الاتحاد البريدي العالمي            | ?                    | ?                   |
|             | مؤسسة التنمية الدولية              | 6 يوليو 1994         | 11 أغسطس 1992       |
|             | وكالة ضمان الاستثمار متعدد الأطراف | 10 سبتمبر 1996       | 21 أغسطس 1998       |

## وصلات خارجية
- موقع وزارة الخارجية اللاتفية